# 凱賽林隘口戰役

在1942至1943年的突尼西亞戰役示意圖

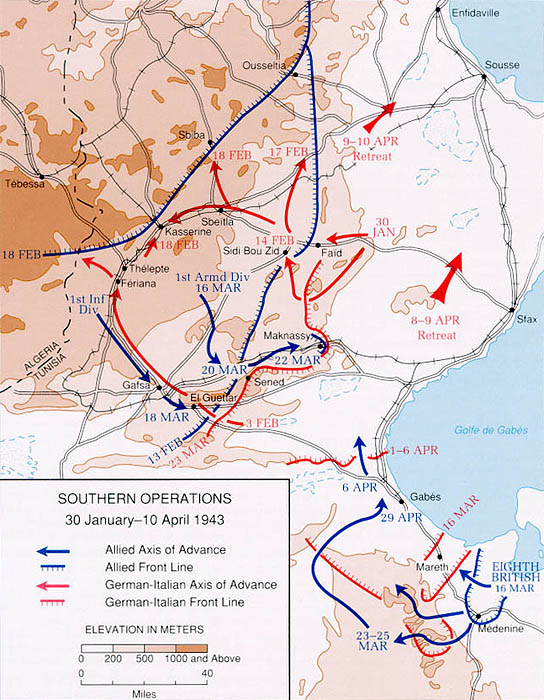

凱賽林隘口戰役是在第二次世界大戰中的突尼西亞戰役期間，在突尼西亞中西部的阿特拉斯山脈一條2英里（3公里）寬的凱賽林隘口進行的一系列戰鬥。參戰的軸心國部隊主要是由埃爾溫·隆美爾元帥率領的德國－意大利裝甲軍團（即重組的德意志非洲軍）和两個從德軍第5裝甲軍團前來增援的裝甲師。而參戰的盟軍大都來自勞埃德·弗雷登道爾少將指揮的美國第2軍，它是隸屬於由肯尼思·安德森中將指揮的英國第1軍團。
在这次第二次世界大戰中美軍和德軍的首次重要的大規模會戰中，美軍因缺乏經驗和指揮不當，導致傷亡慘重，在一場潰敗中從費德隘口的陣地被迫後撤50英里（80公里）。
其後，美軍從單位組織及指揮官上進行了徹底改變。

## 背景
美國和英國部隊在1942年11月8日的火炬行動中在法屬摩洛哥和阿爾及利亞沿岸幾個據點登陸。在此之前幾天，伯納德·蒙哥馬利將軍在第二次阿拉曼戰役後於東面取得突破。由於了解到两面戰線的危險，德軍和意軍從西西里岛擺渡佔領突尼西亞。這是北非地區中一塊易守難攻的地域，從西西里島的基地只要航行一晚便能到達。极短的航程使盟軍軍艦几乎无法攔截軸心國的運輸船隊。而空中阻截亦被證明同樣難以實施，因為盟軍最接近的空軍基地馬爾他，距離突尼西亞超過200英里（320）。
在1942年11月和12月盟軍计划試圖切斷突尼斯。但由於惡劣的道路和鐵路交通，只有一小支盟軍部隊（等同一個師的兵力）得到足夠的後勤支援，但由于地形適合防禦，驻守阵地的少量的德軍和意大利軍挫敗了這一企圖。盟軍在火炬行動後繼續集結兵力，将更多飞机调遣參戰，在阿爾及利亞東部和突尼西亞的新機場也開始運作，可更有效的阻止軸心國人員和裝備進入比塞大。但此時的軸心國已經组织了大批部队上岸驻守。
1943年1月23日，蒙哥馬利的第八集团军攻佔了隆美爾的主要供應基地的黎波里。隆美爾随即根据计划，佔領了被稱為马雷斯防线的廣闊防禦工事（原由法國人建造，用以抵禦意大利軍從利比亞可能的進攻），企圖阻止盟軍從的黎波里迫近突尼西亞南部。他們的防線位於阿特拉斯山脈西部和蘇爾特灣以東，这使得少量的轴心国部隊也能夠抵擋大量盟軍部隊進攻。

### 費德隘口
這一計劃的缺點是，盟軍部隊已經越過阿特拉斯山脈，並在山區東部山腳下的法伊德建立了一個前進基地。這使盟军部队处于战略优势地位，以推進至東海岸，從而切斷在突尼西亞南部隆美爾部隊與北面友軍的聯繫，並切斷其到達突尼斯的補給線。 
馮·阿尼姆第5裝甲軍團的單位在1月30日到達阿特拉斯山脈東部山腳下的陣地。第21裝甲師在法伊德與法軍发生遭遇战，法軍使用優秀的75 毫米火砲，對德軍步兵造成重大傷亡，轴心国守軍在之后被輕易的趕走。美軍第1裝甲師的大砲和坦克随即投入戰鬥，摧毀敵軍部分坦克，迫使其餘的一些倉皇進行撤退。
但是，美軍裝甲部隊在毫不知情的情况下追击德军，但德軍裝甲部隊到達了舊有的陣地后，美軍裝甲部隊仍在后方紧追不舍，在此时，德軍反坦克炮突然开火，摧毀幾乎所有的美軍坦克。其電台和固網電話已被炮火摧毀的美軍前進炮兵觀察員回憶說：“這是一场设计好的谋杀。他們轉向右方，把隱伏的88毫米火炮推出來时，所有我们能做的就是袖手旁觀，大量坦克被炸毀或爆裂起火或只是被破壞停駛。那些在後方坦克意识过来后試圖後退，但88毫米火炮似乎無處不在。”在沒有裝甲部隊的阻擊下，第21裝甲師重新开始法伊德前進。在德軍進攻時，美軍步兵因習慣挖掘淺的狹縫溝槽，而不是散兵坑而令傷亡加劇，因為德軍坦克駕駛員可以駕駛進入戰壕內並同時半轉，很容易就能消滅在戰壕內的士兵。
美軍第1裝甲師幾次嘗試停止前進，但所有3個作戰指揮部都猛然发现自己陷入了德军的閃電戰中，再收到命令保衛陣地時，盟军发现自己已經被迂迴，他們遭到德軍攻擊並蒙受損失慘重。 3天後，美國第2軍被迫撤回到山腳下。
突尼西亞的大部分地區已落入德軍手中，而進入沿海低地的入口均受封鎖。盟軍仍堅守大約阿特拉斯三角以內範圍，但是他們似乎在東面出口已被封鎖後就忽略了隆美爾。在接下來的2個星期，隆美爾和其他軸心國指揮員持续讨论着在北部的行动计划。根據他後來的行動，這两个星期的讨论被证明是极度有效的。

### 西迪布奇迪
隆美爾最後決定，他需要先改善军队的補給情況，並通過攻擊在阿爾及利亞山脈西面分支的2個美軍補給基地來進一步削弱美軍對其側翼的威脅。雖然他对抢占內陸平原没有兴趣，但快速推進可俘獲補給品，以及進一步破壞美軍的任何行動。
2月14日，第10和第21裝甲師攻擊西迪布奇迪，一个位於阿特拉斯山脈內陸平原法伊德以西大約10英里（16 公里）的地方。這場戰鬥持續了大约一天，在这场战役中，美軍裝甲部隊被部署過前，而步兵則不當地被部署在3座山丘上，無法相互給予支援，因而被孤立。到下午六点的时候，第5裝甲軍團贏得了這場戰鬥。盟军在第2天进行的一場反擊被輕鬆的擊退了，德軍並於2月16日開始再次進攻以奪取斯貝特拉。
由於沒有離開防守地形，美軍撤退後在更容易守衛山脈西部分支的凱塞林和斯比巴隘口的地區建立新的防線。至此，美軍已經失去了2,546人、103輛坦克、280輛軍車、18門野戰炮、3門反坦克炮和1整個高射炮營。

## 軸心國的計劃
軸心國陣營內對下一步該怎麼做有一些爭論；整個突尼西亞處於軸心國的控制之下，相对来说压力较小，直到第8軍團抵達马雷斯防线。隆美爾最终決定了下一步的行動，攻擊在泰貝薩通過凱賽林隘口的美國第2軍的主力。這樣，他可以奪取阿爾及利亞西部山區的大型物資堆放場，消除盟軍攻擊連接馬特雷防線和突尼斯沿海走廊的威脅，而在同時威脅第1軍圑的南翼。2月18日，隆美爾向凱塞林提交了他的建議，凱塞林把建議和他的祝福轉交在羅馬的“最高統帥部”。
2月19日下午1時30分，隆美爾收到“最高統帥部”同意經修訂的計劃。他的指揮部獲得由馮·阿尼姆的第5裝甲軍團轉移的第10和第21裝甲師，通過凱賽林和斯比巴隘口向北對塔拉和勒凱夫進攻，掃蕩西多塞爾，並威脅第1軍團的側翼。該計劃將他集結的部隊分散，一旦通過隘口時，他的側翼將危險地暴露。對泰貝薩的集中攻擊，而將會導致一些風險，可能緊急需要物資，但可以摧毀盟軍的作戰潛力，並可能給德國空軍在突尼西亞中央泰貝薩以西斯地－博－淄得建立1個機場形式的前沿基地。

## 戰況
2月19日，隆美爾發動了攻擊。第2天，他親自帶領第10裝甲師的“馮·布洛伊赫戰鬥群”進行攻擊，這是從在北面馮·阿尼姆的第5裝甲軍團借來的，希望藉此攻佔補給品堆存處，而第21裝甲師，也脫離了第5裝甲軍團，繼續向北進攻，通過斯比巴空隙。
在幾分鐘內，美軍防線被攻破。他們的輕型火砲和坦克基本无法攻擊較重型的德軍裝備，也幾乎沒有或根本沒有裝甲戰的經驗。德軍4號和虎式坦克能輕易地抵禦所有的攻擊；M3李/格蘭特和M3斯圖亞特坦克，他們的火力處於下風及其士兵缺乏經驗。隆美爾特別讚揚意軍第7特種步兵團，說他們的攻擊猛烈，其指揮官，羅吉·邦凡蒂上校在攻擊中陣亡。
在激烈的坦克攻擊下，在13號公路的美軍單位在夜間也讓路，在義大利第131半人馬座裝甲師到達前從所有據點撤退。 與此同時，美軍指揮官通過無線電指揮權限批准安排反擊或炮火阻擊，但是驻守的军队經常在收到批准前防線就已經被突破。并且，第1裝甲師發現自己被命令部署在对战役几乎无用的陣地上，其他三支部队则在第2天的進攻前就已经丧失了一支部队，另外两支部队也受到重创。
在突入隘口後，德軍分成2組，每組沿2條公路中的其中1路向西北駛出隘口。隆美爾與第10裝甲師的主力则一起在2條公路中較北的1條向塔萊前進，而意大利和德國聯軍在義大利半人馬座裝甲師的坦克支持援下奪取通向海得拉的道路。為了打擊南部的軸心國軍，第1裝甲師B作戰支隊在2月20日驅車20英里（30 公里）應戰，卻在第2天發現自己無法阻止敵軍前進。
美軍的士氣開始急劇下降，而到了晚上，許多部隊已經撤退，在戰場上遺下他們的裝備。隘口已被完全打通，奪取在特貝薩的補給基地指日可待。然而，留下來被孤立的戰鬥群拼死抵抗的行動嚴重減緩了德國的進攻，但在第2天，掃蕩行動仍在進行，而裝甲矛頭已沿道路前進。
截至2月21日晚上，第10裝甲師已到達小城鎮塔萊城外，及聯繫特貝薩的2條公路。如果該城鎮陷落和該德軍師決定向2條公路的最南端前進，在北面的美軍第9步兵師的補給線將被切斷，及第1裝甲師的B作戰支隊將被困在第10裝甲師和其沿第2條公路向北前進的支援單位之間。两个經驗豐富的特種步兵营被改編為第23外地團，義大利皇家砲兵在日間通過奥斯列特平原做出反击，但攻擊被英軍重型炮火打破。同晚，英國、法國和美國部隊從防線向北撤退，他们被稱為“缺口部隊”，零碎地被送往在塔萊的防線。美軍第9步兵師的整個師屬炮兵，共48門大炮，本來已準備在2月17日開始從自己的陣地轉往800英里（1,300） 外的摩洛哥西部，在那個夜晚被部署。當第2天戰鬥重新開始時，防線明顯增強；前線主要由英軍步兵守衛與得到異常強勁的美軍和英軍炮兵支援。當肯尼思·安德森將軍命令第9步兵師和支援炮兵，前往勒凱夫，以應付預期中德軍的進攻时，美軍歐內斯特·哈蒙將軍（被艾森豪威爾派來觀察和報告戰場和盟軍司令部的情況）反對部分命令，責成第9步兵師的炮兵司令把部隊留在那裡。2月22日上午，盟軍龐大炮兵強烈的炮火先於第10裝甲師計劃中的進攻展開攻擊，摧毀了坦克、車輛和切斷通訊。部隊指揮官馮·布羅伊希決定，在隆美爾的同意下，暫停進攻和重組，所以放棄了主動權，而盟軍的增援部隊陸續抵達。在猛烈的炮火下，第10裝甲師無法從戰場撤退，直至日出。
在過分擴張及補給不足下，隆美爾決定結束了進攻。由於擔心即將到來的英國第8軍團軍有可能可以突破馬特雷防線，他決定脫離接觸並開始向東撤離。2月23日，美軍對隘口進行大規模空襲以趕緊關上了德軍撤退路線，並在2月25日日終時，已重新佔領隘口。

### 有關的行動
第21裝甲師對斯比巴的進攻在2月19日被第1近衛步兵旅的單位，第2科爾德斯特里姆衛隊營所阻止

## 德軍對該戰役的觀點
戰役結束後，雙方研究結果。隆美爾在很大程度上都蔑視美軍的裝備和作戰能力，並認為他們並不構成威脅。但他也挑出美軍少數單位給予好評，如奧蘭多·沃德的第1裝甲師第13裝甲團第2營，他形容該單位防守斯貝特拉时“聰明善戰。”在該戰役後的一段時間內，德軍部署了大批被俘的美軍軍車。

## 盟軍對該戰役的觀點

### 訓練和戰術上的失誤
盟軍同樣認真地研究結果。認為高級指揮官沒有親自實地視察，美軍往往互相遠離而未能彼此相互支援。也有人指出，美軍士兵在挖掘戰壕時往往不小心暴露自己的位置，在分組集合時被敵人的炮兵觀察員公開觀察，和在山峰地形建立陣地，在那裡他們的身影使他們成為完美的目標。很多士兵因突尼西亞的岩石土壤选择仍然挖掘戰壕，而不是建立深深的散兵坑。 第1裝甲師也顯然沒有從英軍身上汲取教訓，以應付德軍的反坦克和掩護戰術，但其他的美軍卻熟知這些欺騙戰術。盟軍也讓德軍在戰場上獲得空中優勢，在很大程度上阻礙了盟軍有效的空中偵察，並允許德軍轟炸和進行無情的掃射攻擊，企圖破壞盟軍的部署和組織。德國空軍對德軍地面攻勢的密切支援持往往瓦解美軍試圖組織有效的防禦性炮擊。

### 盟軍指揮上的失誤
艾森豪威爾將軍開始重組盟軍司令部，建立1個新的司令部（第18集團軍，由哈羅德·亞歷山大將軍指揮），以加強3個參戰同盟國軍團及軍級單位在行動上的指揮並提高他們的協調（在過去1個月的行動中已出現明顯的摩擦）。 
最重要的是美國陸軍部隊第2軍軍長，勞埃德·弗雷登道爾，被艾森豪威爾將軍解除指揮權，並命令在戰爭的餘下時間被派往進行培訓工作。然而普遍来说，戰區指揮官指派在戰場上戰敗的高級指揮官回美國本土執行訓練任務，会很大的影响后方人员的战斗意愿。由於被艾森豪威尔认为不是一個稱職的指揮官，弗雷登道尔在相当艱鉅的任務下帶頭着倡導對現有的陸軍訓練方案作出根本的改善 - 這些方案，像弗雷登道爾本人，對美國陸軍逆轉在北非的尷尬作出了貢獻。
艾森豪威爾通過奧馬爾·布萊德雷少將和其他人證實弗雷登道爾的部下對他作為指揮官缺乏信心，因為他們的指揮官，英國將軍哈羅德·亞歷山大婉轉地告訴美軍指揮官說：“我敢肯定你一定有比這個更好的人”。
雖然大部分的錯失落在弗雷登道爾將軍身上，安德森將軍－作為英國、法國和美國軍隊的總司令的口徑至少要負上未能集中盟軍裝甲部隊和整合部隊的責任，這方面哈蒙、沃德及亞歷山大將軍均發現，未能集結已經被解散成零碎的單位和指揮部。當弗雷登道爾將軍否認有關法國第19軍裝備不善的時，並否認法國支援的要求，尤其是當在費德隘口受壓下，安德森同意無法滿足該要求。安德森也遭到了批評，要求美軍第1裝甲師的3個戰鬥支隊獨自執行任務（以上遭到其司令奧蘭多·哈蒙的強烈反對），從而削弱該師潛在的作戰能力。

### 新的領導層
3月6日，喬治·巴頓少將被任命為第2軍司令，明確了改善指挥部的任務。他經常直接與安德森的上司，哈羅德·亞歷山大將軍工作。布萊德雷被任命為該軍的副司令，並最終被分配指揮第2軍。而弗雷登道爾將軍则被調回美國本土和其他一些指揮官被撤換或'不按主流習慣'地晉升。不像弗雷登道爾，巴頓是個'行動'將軍以不猶豫著稱，並不會打擾以請求允許採取行動來支援他自己的作戰部隊或要求協助其他單位。
斯塔福·德勒羅伊·歐文準將，他曾在凱賽林隘口有效的指揮第9師的炮兵，成為一位成功的師長，以及卡梅隆·尼科爾森（後來卡梅倫·尼科爾森爵士少將獲得KBE, CBE, CB, DSO, MC勳章）為缺口部隊增光。指揮官們獲得更大的自由去使用自己的主動權，以保持他們的部隊集中，並就現場的情況作出決定，而不需要首先請求上級允許命令。他們還從前線帶領部隊，並隨時向指揮所報告前進（弗雷登道爾在戰線後面70英里已經建立了一個精心製作，強化“堡壘”的司令部，只有很少時間出來視察前線）。指揮第1裝甲師的奧蘭多·沃德，在凱賽林隘口戰役後已變得越來越謹慎，最終被巴頓將軍以哈蒙取代。

### 戰術和教義上的改變
部隊在后来作出大量努力以改善火炮集結待命和空中支援，這些是以前一直難以協調的。儘管美軍對要求炮兵的做法大為改善，協調近距離空中支援的問題仍沒有圓滿解決，直到過了1年之後的諾曼第戰役為止。美軍防空炮兵也開始進行改變重大理論的進程。他們了解到，雖然斯圖卡俯衝轟炸機相對於0.5米口徑防空機槍的火力相對脆弱，但機動部隊和野戰炮，仍然特別需要保護以防止空中攻擊。 （在1個師，百分之95的空襲集中於它的炮兵部隊。）
盟軍還強調保持單位在一起，而不是把每個師的一些單位分開執行任務，這些都是以前弗雷登道爾的做法。第2軍立即開始部署其師團作為凝聚力的單位，而不是派出小單位實行廣泛而不同的任務。这使得當他們抵達西西里島时，手下的部隊已變得相當強大。

## 附錄
Footnotes
1. ↑  另一边的德军裝備簡陋，甚至仍在使用第一次世界大戰時代的輕型火砲和彈藥，包括過時的彈片彈，法軍炮兵部队也偶爾攻擊德軍的巡邏兵和步兵試圖減低順利通過隘口的可能性。[7]
2. ↑  馮·阿尼姆被告知要將全師分離，但最終僅交出費利克斯·馮·布洛伊赫的戰鬥群，保持一半的兵力，包括虎式坦克單位以作自己的行動[13]
3. ↑  防線上同時有英軍36門大炮。[17] 他們得到德比郡約曼和第17th/第21騎兵團（均是裝甲團），其中獲得了塔萊和凱賽林隘口戰役榮譽獎章。
4. ↑  哈蒙報告說，沃德將軍在安德森屬下是“跳躍狂”分散他的部隊，並在弗雷登道爾屬下時讓他擺脫了安德森的指揮。[24]
5. ↑  在從加夫薩推進期間，亞歷山大已給予巴頓詳細的命令，後來不是一次改變第2軍的任務，而是多次。一旦超越馬科纳西，亞歷山大再次給予巴頓的命令被認為過於詳細。從此，巴頓完全忽視部分任務命令，他認為是不明智的，理由是軍事權宜之計和/或發展迅速的戰術形勢。[29]

Citations
1. 1 2 3 4  Rottmann 2008，第74頁.
2. 1 2  Calhoun 2015，第20頁
3. ↑  Heller 1986，第261頁.
4. ↑  . Portal Militar y Panzertruppen. Columbia.   [January 19, 2008]. （原始内容存档于February 12, 2008） （西班牙语）. 已忽略未知参数|df= (帮助)
5. 1 2 3 4 5  Blumenson 1986，第261頁.
6. ↑  .   [2025-02-22]. （原始内容存档于2024-12-06）.
7. ↑  Westrate (1944), pp. 38-39
8. 1 2 3 4  Westrate (1944), pp. 109-117
9. ↑  Westrate (1944), p. 115
10. ↑  Watson (2007), p. 80
11. ↑  Watson (2007), pp. 80-81
12. ↑  Watson (2007), p. 81
13. ↑  Watson (2007), p. 90)
14. ↑  .   [2010-08-28]. （原始内容存档于2013-12-31）.
15. ↑  .   [2010-08-28]. （原始内容存档于2009-01-31）.
16. ↑  BBC People at War website （页面存档备份，存于） Accessed November 25, 2007
17. ↑  Watson (2007), p. 104
18. ↑  Murray, Brian J., Facing The Fox, America in World War II, (April 2006), pp. 28-35
19. ↑  Watson (2007), pp. 104 & 105
20. 1 2  Murray, pp. 28-35
21. ↑  Zaloga (2005)
22. ↑  Westrate (1944), pp. 91-92
23. ↑  Westrate (1944), p. 110
24. 1 2  Ossad, Steven L., Command Failures: Lessons Learned from Lloyd R. Fredendall, Army Magazine, March 2003
25. ↑  D'Este, Carlo, Eisenhower: A Soldier's Life, Orion Publishing Group Ltd. (2003), ISBN 0-304-36658-7, 0304366587
26. ↑  Murray, Brian J. Facing The Fox, America in World War II, (April 2006)
27. ↑  Calhoun (2003), pp. 27, 69-70, 83-85
28. ↑  Calhoun (2003), pp. 73-75
29. ↑  Atkinson (2002), p. 435
30. ↑  Hamilton (2005), p. 42 （页面存档备份，存于）

## 外部連結
- Facing The Fox In The Kasserine Pass（页面存档备份，存于）
- Entry in the Leaders & Battles Database
- Kasserine Pass Battles: Staff Rides Background Materials（页面存档备份，存于） - Collection Primary Sources and Analysis of the Battle compiled by the United States Army Center of Military History

35°15′35″N 8°44′33″E / 35.2595939967°N 8.74242737944°E